# Phacelurus zea
Phacelurus zea là một loài thực vật có hoa trong họ Hòa thảo. Loài này được (C.B.Clarke) Clayton miêu tả khoa học đầu tiên năm 1978.